# Wilhelm Ferdinand Rong

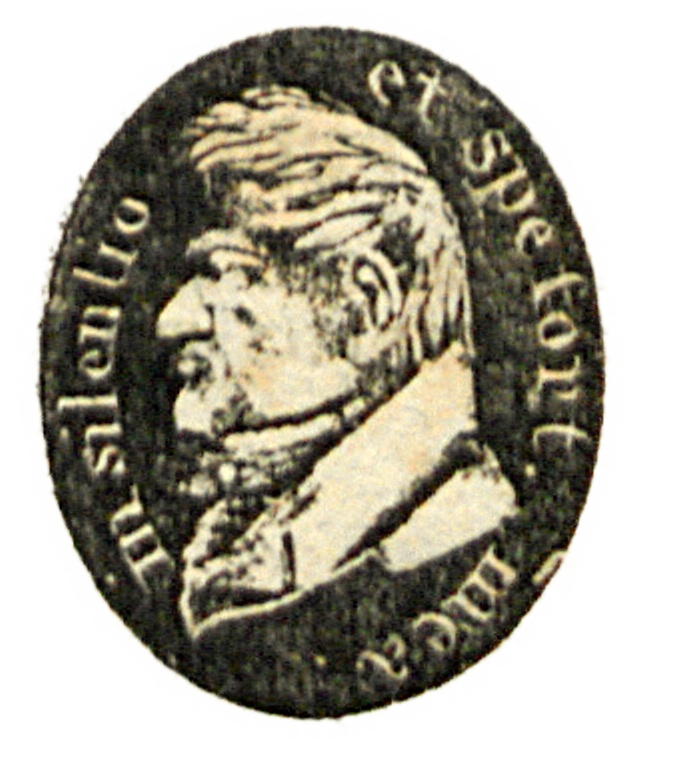
Bildnis des W. F. Rong

Wilhelm Ferdinand Johannes Rong (* 5. August 1759 in Trübwasser, Bezirk Trautenau, Böhmen; † 13. November 1842 in Bützow) war ein deutscher Komponist, Kammermusiker, Musikpädagoge und Autor.

## Leben

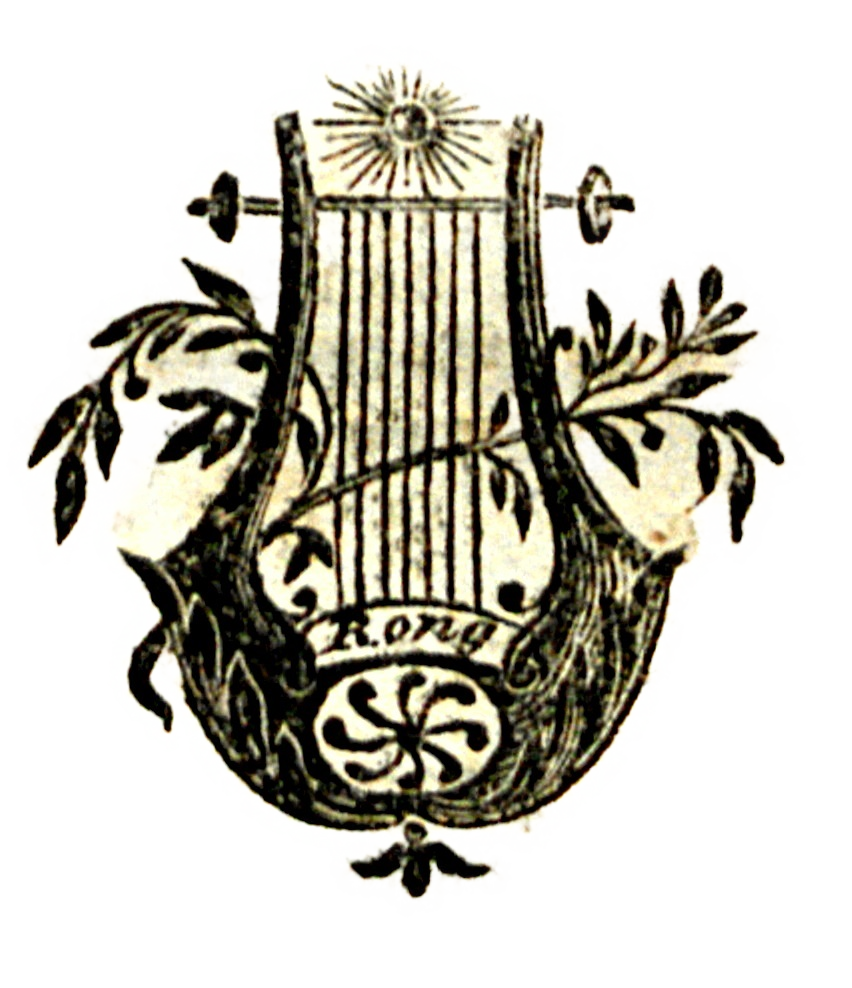
Siegel des W. F. Rong

Wilhelm Ferdinand Rong wurde als erstgeborener Sohn des Josef Rong und der Magdalene Wirts in Trübwasser im damaligen Deutsch-Böhmen, heute Tschechien geboren. Bereits im Alter von fünf Jahren erhielt er ersten Musikunterricht von seinem Vater, einem Dorfmusikus, und besuchte die Gemeindeschule im Pfarrdorf Jungbuch unter der Leitung von Schulmeister Seidel. Im Jahr 1770 begann Rong seine Ausbildung bei Kunstpfeifer Caspar Reifs in Landeshut, Schlesien, die er jedoch nach zwei Jahren abbrach. Anschließend arbeitete er sieben Jahre lang als Lehrer in Grüssau. Während des Bayerischen Erbfolgekrieges kehrte er in seine Heimat zurück und war dort als Schreiber, Diener und Musiker beim schlesischen Landeshauptmann Ignaz Dominik Graf von Chorinsky in Groß Hoschütz, Böhmen, tätig. 1781 reiste Rong mit dem Wunsch, in eine Kapelle einzutreten, nach Potsdam, wurde jedoch stattdessen zum Militärdienst eingezogen. Erst nach sechzehn Jahren erhielt er den Abschied vom Militär dank Herzog Karl II.  von Mecklenburg-Strelitz, dem er ein Drama überreichte.
Von 1797 bis 1811 lebte Rong in Berlin als Musiklehrer und veröffentlichte einige seiner Kompositionen im Selbstverlag. Im Oktober 1810 heiratete er Marie Amalia Pillard in der Französischen Friedrichstadtkirche in Berlin. Prinz Friedrich Heinrich Ludwig von Preußen verlieh ihm den Titel eines Kammermusikers, jedoch kam es aufgrund des Todes des Prinzen nicht zum Eintritt in die Rheinsberger  Hofkapelle. 1812 verließ Rong Preußen und wurde Privatsekretär des Grafen von der Osten-Sacken in Bellin. Später wechselte er 1819 als Musiklehrer zu Justizrat Moritz Christian von Paepcke nach Lütgenhof. Ab 1824 lebte Rong in Bützow, wo sein Sohn Henrich Julius Emil Rong (1811–1885) Kantor an der Evangelisch-reformierte Kirche war. Wilhelm Ferdinand Rong verstarb am 13. November 1842 in Bützow.

## Literarische Veröffentlichungen (Auszug)
- Taschenbuch voll Scherz und Laune: als Weihnachtsgeschenk, mit Melodien am Clavier. 1795 (Digitalisat)
- Autobiographie von W.F. Rong - poetisch dargestellt. 1821 (Digitalisat)
- Versuch einer topographisch-historischen Darstellung der Stadt Bützow, wie sie leibt und lebt, im Großherzogthum Mecklenburg-Schwerin. 1833 (Digitalisat)

## Kompositionen (Auszug)
- Drama Duo Alma
- Salve, Regina (Widmung der Kaiserin Katharina II.)
- verschiedene Umstandschöre (einer davon anlässlich des Todes der Königin Luisa),
- Hymnen
- geistliche Musik
- Elementare Lehre am Klavier (1786);
- Taschenbuch voll Scherz und Laune: als Weihnachtsgeschenk, mit Melodien am Clavier 1795
- Theoretisch praktisches Handbuch der Tonartenkenntnis (1805)